# Batzenhäusl (Landau an der Isar)
Batzenhäusl war ein Gemeindeteil der ehemaligen Gemeinde Höcking in Niederbayern.
Die ehemalige Einöde Batzenhäusl liegt heute auf dem Gebiet der Stadt Landau und ist inzwischen baulich mit dem Landauer Gemeindeteil Bach verbunden. Seine Lage auf der Gemarkung Höcking entspricht etwa der Adresse Dingolfinger Straße 7 in Landau. Letztmals im Amtlichen Ortsverzeichnis für Bayern als Gemeindeteil genannt wird Batzenhäusl in der Ausgabe von 1964. Batzenhäusel wurde folglich zwischen 1964 und 1973 als Gemeindeteil aufgehoben.